# Lifeless Planet
Lifeless Planet è un videogioco di tipo avventura dinamica a tema fantascientifico del 2014 distribuito per sistemi PC, Mac e nel 2015 per Xbox One. Ambientato in un futuro prossimo, è stato distribuito in download digitale sulla piattaforma Steam. Il progetto del videogioco è stato avviato tramite una campagna di donazioni sul sito web di Kickstarter (17 236 $ ricevuti sui 8 500 $ richiesti, con 641 donatori).

## Trama
Futuro prossimo: parte la prima missione umana verso un pianeta extrasolare, dove i dati inviati da una sonda mandata in precedenza indicavano un pianeta florido e rigoglioso, praticamente un gemello della Terra. L'equipaggio dell'astronave è composto da tre uomini. Qualcosa va male e l'atterraggio sul pianeta non è dei migliori, inoltre il pianeta si rivela una terra arida e desolata, inadatto alla vita che ricorda molto il pianeta Marte.
Si inizia con il giocatore che si accorgerà che gli altri membri dell'equipaggio sono spariti nel nulla con il personaggio solo e con l'aria nel serbatoio della tuta pressurizzata in esaurimento...
Con il proseguire della storia si sveleranno tutti i segreti del pianeta alieno e le vicende prenderanno vie sorprendenti e inaspettate.

## Modalità di gioco
L'azione è tutta incentrata sull'esplorazione del pianeta e nel risolvere piccoli problemi come spostare massi per utilizzarli per raggiungere zone inaccessibili, utilizzare cariche esplosive per distruggere ostruzioni o utilizzare al meglio il propellente del Jetpack per effettuare salti più lunghi. Gli obiettivi di gioco verranno aggiornati automaticamente, le note invece verranno inserite nel dispositivo chiamato holo-tab. Il videogioco si presenta con i dialoghi tutti in inglese e i sottotitoli localizzati in varie lingue tra le quali l'italiano. L'idioma russo ha parte rilevante e importante in tutto il videogioco.

## Accoglienza
Lifeless Planet non ha riscosso molto successo tra gli addetti ai lavori, risultando un videogioco ripetitivo e in alcuni tratti monotono. La trama pur essendo molto coinvolgente non ha inciso sul successo del videogioco.
- Multiplayer.it ha assegnato un voto di 5/10[1]
- Anche Everyeye.it ha giudicato con 5/10[2]
- Mondoxbox.com ha valutato il videogioco con 7,5/10[3]

## Seguito
Gli sviluppatori hanno iniziato il progetto del seguito, chiamato Lifeless Moon. Con raccolta fondi raggiunta sempre su Kickstarter